# División de Honor de bádminton 2008-09
La temporada 2008-09 fue la 23.ª edición de la División de Honor de bádminton en España, máxima categoría de este deporte en el país. Fue organizada por la Federación Española de Bádminton. La disputaron 12 equipos distribuidos en dos grupos. La temporada regular comenzó el 13 de septiembre de 2008 y finalizó el 31 de enero de 2009. El campeón fue el Soderinsa Rinconada, que se adjudicó su noveno título de liga.

## Equipos participantes
| Equipo                       | Ciudad            | Recinto                           |
| ---------------------------- | ----------------- | --------------------------------- |
| CB IES La Orden              | Huelva            | Polideportivo Diego Lobato        |
| Club Bádminton Rinconada     | La Rinconada      | Pabellón Fernando Martín          |
| Ibiza Bádminton Club         | Ibiza             | Polideportivo Insular Blancadona  |
| Club Badminton Pitiús        | Ibiza             | Polideportivo Insular Blancadona  |
| Club Bádminton Benalmádena   | Benalmádena       | Polideportivo Arroyo de la Miel   |
| Club Bádminton Alicante      | Alicante          | Pabellón Pedro Ferrándiz          |
| Xátiva-Valencia, Terra i Mar | Játiva            | Polideportivo Municipal de Játiva |
| Torrejón Saglas              | Torrejón de Ardoz | Polideportivo Jorge Garbajosa     |
| Alfa Romeo Huesca            | Huesca            | Pabellón Juan XXIII               |
| Club Bádminton Leganés       | Leganés           | Pabellón Leganés Norte            |
| Club Bádminton Veleta        | Granada           | Pabellón de Bola de Oro           |
| Club Bádminton Jorge Guillen | Málaga            | Polideportivo Carranque           |

## Clasificación

### Grupo A
| N. | Equipo              | Puntos | Jugados | Victorias | Empates | Perdidos | Partidos | Juegos | Puntos    |
| -- | ------------------- | ------ | ------- | --------- | ------- | -------- | -------- | ------ | --------- |
| 1  | Soderinsa Rinconada | 27     | 10      | 54        | 0       | 16       | 54-16    | 111-38 | 2860-2059 |
| 2  | C.B. IES La Orden   | 24     | 10      | 51        | 0       | 19       | 51-19    | 107-47 | 2948-2358 |
| 3  | Ibiza BC            | 18     | 10      | 38        | 0       | 32       | 38-32    | 80-74  | 2566-2700 |
| 4  | C.B. Benalmadena    | 15     | 10      | 33        | 0       | 37       | 33-37    | 80-79  | 2782-2742 |
| 5  | C.B. Veleta         | 6      | 10      | 19        | 0       | 51       | 19-51    | 46-110 | 2409-3017 |
| 6  | C.B. Jorge Guillen  | 0      | 10      | 15        | 0       | 55       | 15-55    | 40-116 | 2339-3028 |

### Grupo B
| N. | Equipo                              | Puntos | Jugados | Victorias | Empates | Perdidos | Partidos | Juegos | Puntos    |
| -- | ----------------------------------- | ------ | ------- | --------- | ------- | -------- | -------- | ------ | --------- |
| 1  | C.B. Torrejón-Saglas-Paracuellos    | 30     | 10      | 52        | 0       | 18       | 52-18    | 110-45 | 3041-2301 |
| 2  | Alfa Romeo Huesca                   | 24     | 10      | 46        | 0       | 24       | 46-24    | 101-59 | 3045-2591 |
| 3  | C.B. Xativa, Valencia Terra i Mar-A | 18     | 10      | 39        | 0       | 31       | 39-31    | 90-70  | 2899-2613 |
| 4  | C.B. Alicante                       | 9      | 10      | 35        | 0       | 35       | 35-35    | 80-74  | 2704-2704 |
| 5  | C.B. Pitius                         | 9      | 10      | 33        | 0       | 37       | 33-37    | 71-87  | 2703-2837 |
| 6  | C.B. Leganes                        | 0      | 10      | 5         | 0       | 65       | 5-65     | 15-132 | 1665-3011 |